# Tibia-Aplasie-Ektrodaktylie-Syndrom
Das Tibia-Aplasie-Ektrodaktylie-Syndrom ist eine sehr seltene angeborene Erkrankung mit einer Kombination von Ektrodaktylie und Tibialer Hemimelie.
Synonyme sind: Tibiaaplasie – Ektrodaktylie; englisch Tibial aplasia – ectrodactyly;  SHFLD syndrome, Akronym für Split-Hand/Foot malformation with Long bone Deficiency

## Verbreitung
Die Häufigkeit wird mit  1 – 9 zu 1.000.000 angegeben, die Vererbung erfolgt zumeist autosomal-dominant, selten autosomal-rezessiv.

## Ursache
Je nach zugrunde liegender genetischer Veränderung können folgende Formen unterschieden werden:
- Typ 1: Split-hand/foot malformation with long bone deficiency 1 (shfld1), Synonyma: Split-Hand/Foot Malformation With Long Bone Deficiency; SHFLD; Cleft Hand And Absent Tibia; Aplasia Of Tibia With Ectrodactyly; Tibial Aplasia With Split-Hand/Split-Foot Deformity; Ectrodactyly With Aplasia Of Long Bones, Mutationen im Chromosom 1 am Genort q42.2-q43[2]
- Typ 2: Split-Hand/Foot Malformation With Long Bone Deficiency 2 (SHFLD2), Mutationen im Chromosom 6 an q14.1[3]
- Typ 3: Split-hand/foot malformation with long bone deficiency 3 (SHFLD3), Synonyme: Chromosome 17p13.3, Telomeric, Duplication Syndrome, Mutationen im Chromosom 17 an p13.3-p13.1[4]

## Klinische Erscheinungen
Das klinische Spektrum dieses Fehlbildungssyndromes reicht von lediglich hypoplastischen Grosszehen bis zur
Tibiaaplasie mit Spalthand und Spaltfuß-Deformität, sogenannte Tetramonodaktylie.
Zusätzlich können eine Hypoplasie des Oberschenkelknochens, der Ulna, eine Aplasie der Patella oder eine Polydaktylie vorliegen.

## Differentialdiagnose
Abzugrenzen ist das  Gollop-Wolfgang-Syndrom.

## Geschichte
Zur Entdeckungsgeschichte des Syndromes: zitiert nach F. Majewski und Mitarbeiter
Eine Beschreibung des Syndromes stammt aus dem Jahre 1967 durch J. A. F. Roberts.
Die Erstbeschreibung stammt wohl von Otto aus dem Jahre 1850, berichtet G. Joachimsthal. Das familiäre Vorkommen wurde von W. H. White und Mitarbeiter im Jahre 1888 beschrieben.